# Almuradiel
Almuradiel è un comune spagnolo di 843 abitanti situato nella comunità autonoma di Castiglia-La Mancia.